# Russula sororia
Russula sororia är en svampart som beskrevs av Fr. 1838. Russula sororia ingår i släktet kremlor och familjen kremlor och riskor.  Arten är reproducerande i Sverige. Inga underarter finns listade i Catalogue of Life.

## Källor

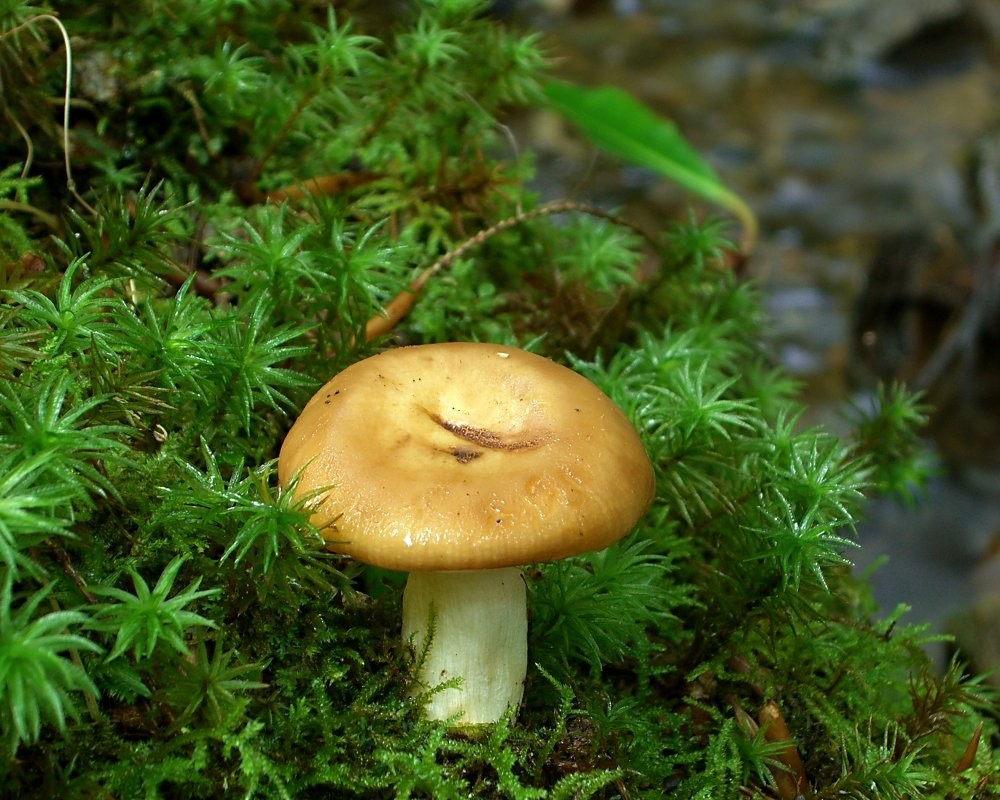
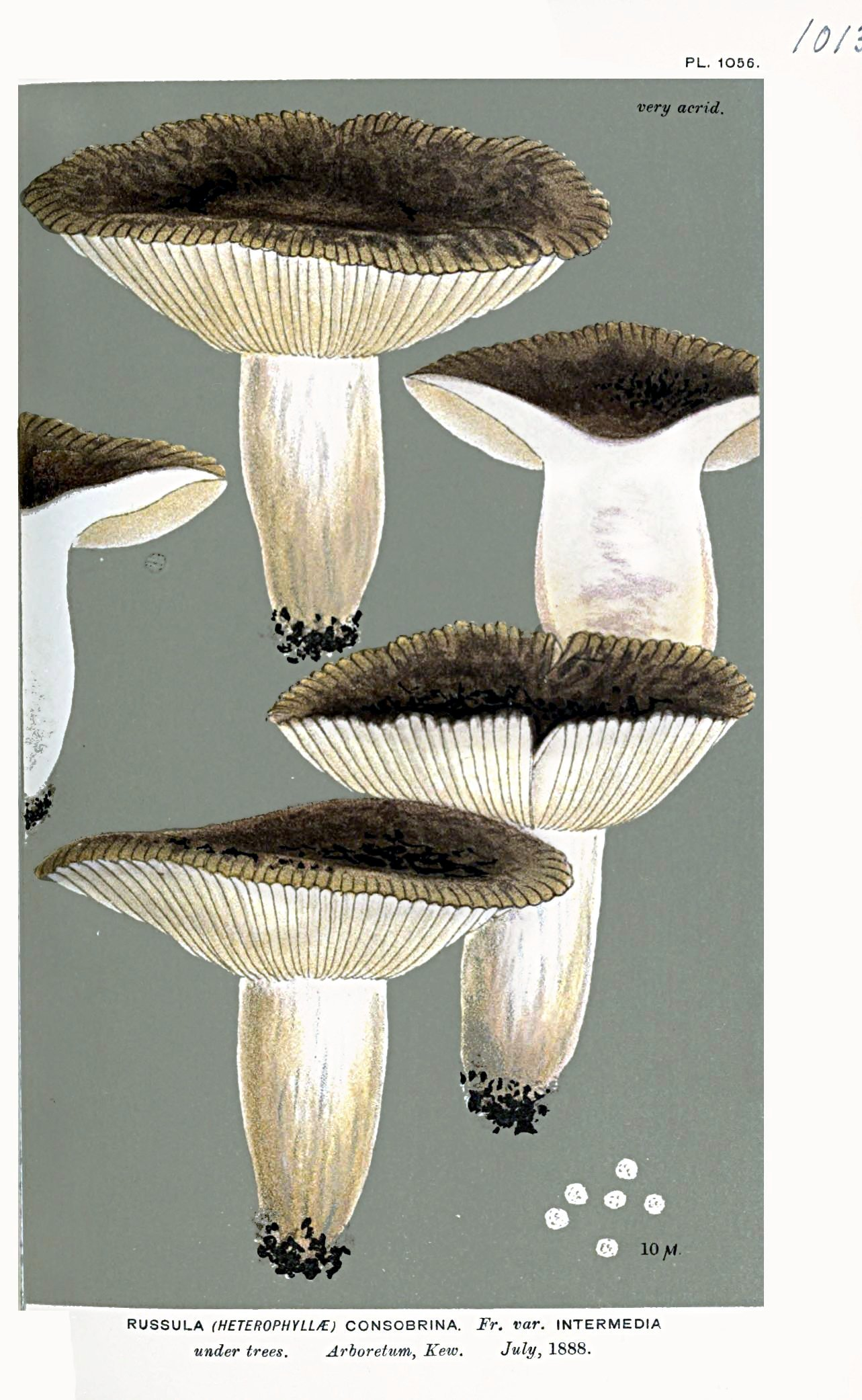
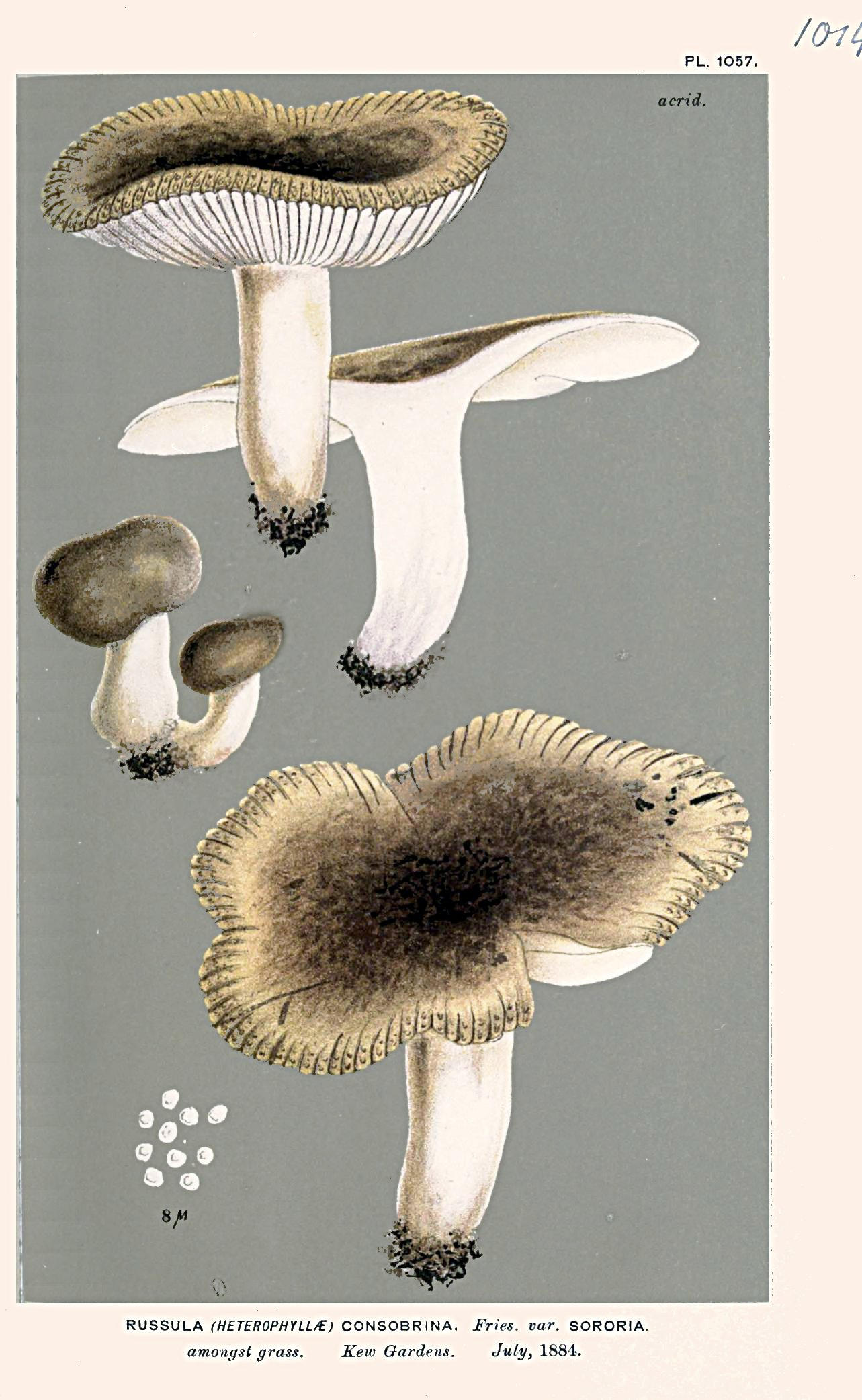
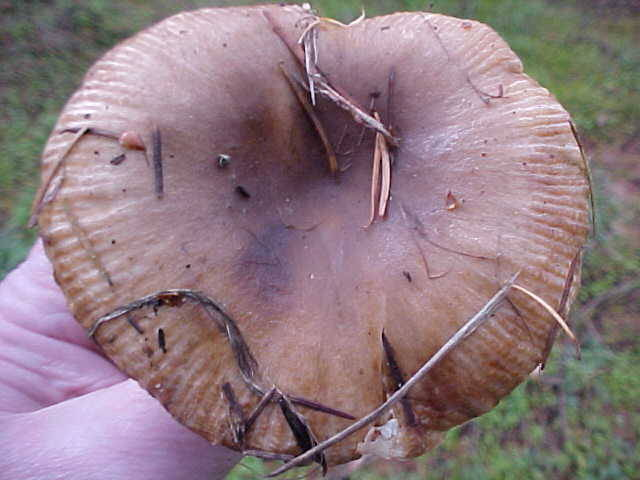